# (10329) 1991 GJ1
1991 جي جاي 1 (ويعرف أيضًا باسم (10329) 1991 جي جاي 1 وفق تسمية الكوكب الصغير) (بالإنجليزية: 1991 GJ1)‏ هو كويكب ضمن حزام الكويكبات؛ وترتيبه 10329 من حيث الاكتشاف.
اكتُشف هذا الجُرم الفلكي بواسطة هيروشي كانيدا في 11 أبريل 1991.

## وصلات خارجية
- (10329) 1991 GJ1 في قاعدة بيانات مختبر الدفع النفاث لأجرام النظام الشمسي الصغيرة

- الاكتشاف · مخطط المدار ·  العناصر المدارية · المعلمات المادية

- (10329) 1991 GJ1 على موقع ويكي سكاي: DSS2, SDSS, GALEX, IRAS, Hydrogen α, X-Ray, Astrophoto, Sky Map, Articles and images